# Elias Nicolaus Ammerbach
Elias Nicolaus Ammerbach, né à Naumbourg vers 1530 et  Inhumé à Leipzig le 29 janvier 1597, est un compositeur, arrangeur et organiste allemand.

## Vie et œuvre
Après six mois d'études à l'Université de Leipzig durant l'hiver 1548-1549, il occupe les fonctions d'organiste à Saint-Thomas entre janvier 1561 et avril 1595.
Il publie d'intéressants ouvrages de musique pour clavier (dans la page de titre de sa première publication, il entend par là « positif, régale, virginal, clavicorde, clavecin et autres » comportant des danses et des arrangements d'hymnes d'autres compositeurs, tels Jacques Arcadelt, Ludwig Senfl, Heinrich Isaac, Jacob Clemens non Papa, Paul Hofhaimer, Orlando Lassus, etc. Ses instructions relatives à l'ornementation et aux doigtés représentent une source d'information importante sur l'école d'orgue allemande.
Il a été le premier à utiliser un système de notation alphabétique (C = do, D = ré, etc.) au-dessus de laquelle le rythme est indiqué par l'équivalent de ce qui deviendra beaucoup plus tard la noire, la croche, la double-croche, etc.

## Discographie
- Harpsichord Works from the Tabularurbuch (1571) par Glen Wilson (Naxos 8.570335)